# 华原藓属
华原藓属（学名：Sinocalliergon）为柳叶藓科的一个属。

## 物种
本属包括以下物种：
- Sinocalliergon satoi Sakurai, 1949